# Tephritis hemimelaena
Tephritis hemimelaena
 es una especie de insecto díptero que Mario Bezzi describió científicamente por primera vez en el año 1920.
Esta especie pertenece al género Tephritis de la familia Tephritidae.